# Liste der Bodendenkmale in Schollene
In der Liste der Bodendenkmale in Schollene sind alle Bodendenkmale der Gemeinde Schollene und ihrer Ortsteile aufgelistet. Grundlage ist die Auflistung von Johannes Schneider aus dem Jahr 1986 und die Veröffentlichung der Landesdenkmalliste mit Stand vom 25. Februar 2016. Die Baudenkmale sind in der Liste der Kulturdenkmale in Schollene aufgeführt.
| Denkmal-ID | Fundart             | Ortsteil   | Bezeichnung           | Zeitstellung | Lage                                                  | Bemerkungen                                                                                | Bild |
| ---------- | ------------------- | ---------- | --------------------- | ------------ | ----------------------------------------------------- | ------------------------------------------------------------------------------------------ | ---- |
| 428310034  | Grabmal > Grabhügel | Molkenberg | Hügelgräber           | Bronzezeit   | ()                                                    | 5 Grabhügel. Grabhügel 1 zum größten Teil zerstört (Notbergung 2008, Urnengrab Bronzezeit) |      |
| ?          |                     | Nierow     | Abgetragener Burgwall |              | Halbinsel des Nierower Sees ()                        |                                                                                            |      |
| ?          |                     | Schollene  | Abgetragener Burgwall |              | Havelniederung, dicht nördlich des ehemaligen Guts () |                                                                                            |      |